# Нікулін Ігор Юрійович
Ігор Юрійович Нікулін (рос. Игорь Юрьевич Никулин; 14 серпня 1960 — 7 листопада 2021) — радянський та російський легкоатлет, який спеціалізувався у метанні молота, олімпійський призер, багаторазовий чемпіон СРСР. Майстер спорту СРСР міжнародного класу.
За часів СРСР на внутрішніх змаганнях представляв Ленінград. Після розпаду СРСР виступав за збірну Росії. До збірної команди СРСР/Росії входив упродовж 1978—1999.

## Із життєпису
Народився у сім'ї молотобойця Юрія Нікуліна (1931—1988), фіналіста Олімпійських ігор (4-е місце; 1964), призера чемпіонатів СРСР.
Займатись легкою атлетикою розпочав 1972 року.
Бронзовий олімпійський призер (1992).
Срібний призер Кубка світу (1992).
Срібний (1982) та двічі бронзовий (1986, 1990) призер чемпіонатів Європи.
Дворазовий бронзовий призер Універсіад (1981, 1985).
Чемпіон Європи серед юніорів (1979).
Шестиразовий чемпіон та багаторазовий призер чемпіонатів СРСР у метанні молота.
Бронзовий призер чемпіоната СНД у метанні молота (1992).
Чемпіон Росії у метанні молота (1994).
Залишається наймолодшим в історії спортсменом, якому вдалось метнути «дорослий» (вага 7,26 кг) молот за 80-метрову позначку (80,02; 24 квітня 1980), а також володарем вищого світового досягнення для спортсменів молодіжної (до 23 років) вікової категорії — 83,54 (1982).
Пішов з життя, маючи 61 рік.

## Основні міжнародні виступи
| Рік  | Змагання                       | Місто     | Місце | Примітки         |
| ---- | ------------------------------ | --------- | ----- | ---------------- |
| 1979 | Чемпіонат Європи серед юніорів | Бидгощ    | 1     |                  |
| 1981 | Універсіада                    | Бухарест  | 3     |                  |
| 1982 | Чемпіонат Європи               | Афіни     | 2     |                  |
| 1983 | Чемпіонат світу                | Гельсінкі |       |                  |
| 1984 | Дружба-84                      | Москва    | 2     |                  |
| 1986 | Чемпіонат Європи               | Штутгарт  | 3     | Відео на YouTube |
| 1987 | Чемпіонат світу                | Рим       |       |                  |
| 1990 | Чемпіонат Європи               | Спліт     | 3     |                  |
| 1992 | Олімпійські ігри               | Барселона | 3     | Відео на YouTube |
| 1992 | Кубок світу                    | Гавана    | 2     |                  |
| 1994 | Чемпіонат Європи               | Гельсінкі |       |                  |